# San Juan de Otates
San Juan de Otates es una localidad del estado mexicano de Guanajuato. Es parte del municipio de León.

## Toponimia
El nombre «San Juan» hace referencia al santo patrono de la localidad: Juan el Bautista.

## Demografía
| Gráfica de evolución demográfica |
|                                  |

| Censo | Población |
| ----- | --------- |
| 1910  | 603       |
| 1921  | 610       |
| 1930  | 729       |
| 1940  | 574       |
| 1950  | 674       |
| 1960  | 891       |
| 1970  | 1 127     |
| 1980  | 1 598     |
| 1990  | 1 933     |
| 2000  | 2 280     |
| 2010  | 2 905     |
| 2020  | 3 687     |